# 花過天晴～花樣男子 Next Season～
《花過天晴～花樣男子 Next Season～》，日本漫畫家神尾葉子創作的漫畫，2015年起於《少年Jump+》連載。

## 故事概要
《花過天晴～花樣男子 Next Season～》是漫畫家神尾代表作《花樣男子》的續編。以F4畢業後兩年的英德學園為舞台，學園出現了以神樂木晴為領袖，專門狙擊窮學生，令其退學的組織「Correct 5」。江戶川音本來是社長千金，但因父親公司破產而成為窮人的她亦入讀了英德學園，兩人的戀愛故事亦開始展開 。

## 登場人物
江戶川音
連續劇演員 杉咲花
12月15日出生，身高163cm，射手座。
英德學園女子高中生，前化妝品社長千金，父親公司破產後與母親2人過著貧困生活，為了生活於便利店打工。與馳天馬有婚約，但條件是18歲前必須在英德學園上學。
原本喜歡馳天馬，後面逐漸喜歡神樂木晴，最終跟晴成為眷屬。
神樂木晴
8月5日出生，獅子座，身高176cm，體重60kg。
英德學園男子高中生、Correct 5的首領。神樂木集團的少爺，喜歡蒐集奇奇怪怪的周邊商品。初中時受到道明寺司的幫助而崇拜F4。由於學園失去已往的光輝，為了守護學園而組成Correct 5。表面上是道明寺第二，實際上只是個膽小鬼。
喜歡江戶川，結局跟音結婚。
馳天馬
身高183cm，體重65kg。
桃乃園學院的學生會會長，英德學園的競爭對手。IT企業「HASE LIVE」的少爺，與江戶川音有婚約。
平海斗
金牛座，4月23日出生，身高184cm。
英德學園男子高中生。政治家的後代，英德學園史上IQ最高的學生，C5的軍師，長髮和眼鏡是他的特徵。
真矢愛莉
3月14日出生，身高152cm。
英德學園女子高中生，喜歡神樂木晴。地產大王的女兒，C5中唯一女生，最喜愛狩獵窮學生，一開始不喜歡江戶川音，但後面很支持晴和江戶川在一起。
榮美杉丸
11月17日出生，身高185cm。
英德學園男子高中生。體育用品製造商「EIBI」的獨生子，喜愛鍛鍊肌肉。
成宮一茶
9月9日出生，身高182cm。
英德學園男子高中生。出生於花道世家，喜歡女色。

## 出版書籍
| 冊數 | 集英社        | 集英社                 | 東立出版社     | 東立出版社             | 玉皇朝        | 玉皇朝                 |
| 冊數 | 發售日期      | ISBN                   | 發售日期       | ISBN                   | 發售日期      | ISBN                   |
| ---- | ------------- | ---------------------- | -------------- | ---------------------- | ------------- | ---------------------- |
| 1    | 2015年7月3日  | ISBN 978-4-08-880402-6 | 2016年1月4日   | ISBN 978-986-462-617-5 | 2016年3月14日 | ISBN 978-988-8379-29-3 |
| 2    | 2015年11月4日 | ISBN 978-4-08-880546-7 | 2016年6月13日  | ISBN 978-986-462-618-2 | 2016年4月12日 | ISBN 978-988-8379-33-0 |
| 3    | 2016年3月4日  | ISBN 978-4-08-880640-2 | 2016年8月18日  | ISBN 978-986-365-064-5 | 2016年5月10日 | ISBN 978-988-8379-43-9 |
| 4    | 2016年7月4日  | ISBN 978-4-08-880735-5 | 2016年12月8日  | ISBN 978-986-470-673-0 | 2017年1月24日 | ISBN 978-988-8379-96-5 |
| 5    | 2016年12月2日 | ISBN 978-4-08-880839-0 | 2017年1月24日  | ISBN 978-986-482-551-6 |               |                        |
| 6    | 2017年4月4日  | ISBN 978-4-08-881062-1 | 2017年6月12日  | ISBN 978-986-486-151-4 |               |                        |
| 7    | 2017年8月4日  | ISBN 978-4-08-881146-8 | 2017年11月27日 | ISBN 978-986-486-729-5 |               |                        |
| 8    | 2018年1月4日  | ISBN 978-4-08-881332-5 | 2018年3月2日   | ISBN 978-957-26-0645-2 |               |                        |
| 9    | 2018年4月4日  | ISBN 978-4-08-881422-3 | 2018年5月28日  | ISBN 978-957-26-1134-0 |               |                        |
| 10   | 2018年8月3日  | ISBN 978-4-08-881544-2 | 2018年10月22日 | ISBN 978-957-26-1716-8 |               |                        |
| 11   | 2018年12月4日 | ISBN 978-4-08-881651-7 | 2019年2月25日  | ISBN 978-957-26-2356-5 |               |                        |
| 12   | 2019年4月4日  | ISBN 978-4-08-881804-7 | 2019年7月8日   | ISBN 978-957-26-3230-7 |               |                        |
| 13   | 2019年7月4日  | ISBN 978-4-08-882007-1 | 2019年10月30日 | ISBN 978-957-26-3793-7 |               |                        |
| 14   | 2019年11月1日 | ISBN 978-4-08-882095-8 |                |                        |               |                        |
| 15   | 2020年3月4日  | ISBN 978-4-08-882216-7 |                |                        |               |                        |

## 電視劇
2018年4月，TBS電視台改編成真人版連續劇，由杉咲花主演。此劇亦是杉咲初次主演連續劇。與原作不同，電視劇設定於F4畢業後的10年。

### 登場人物

#### 主要人物
| 角色     | 演員                                  | 粵語配音             | 介紹 |
| 江戶川音 | 杉咲花                                | 凌晞                 | 12月15日出生，身高163cm。英德學園女子高中生，前化妝品社長千金，父親公司破產後與母親2人過著貧困生活，為了生活於便利超商打工。與馳天馬有婚約，但條件是18歲前必須在英德學園上學。                                              |
| 神樂木晴 | 平野紫耀 （King & Prince） 幼年期：翔 | 李凱傑 幼年：陳琴雲  | 8月5日出生，身高176cm，體重60kg，英德學園男子高中生。神樂木集團的少爺，喜歡蒐集奇奇怪怪的周邊商品。初中時受到道明寺司的幫助而崇拜F4。由於學園失去已往的光輝，為了守護學園而組成C5。表面上是道明寺第二，實際上只是個膽小鬼。 |
| 馳天馬   | 中川大志                              | 黃積權               | 身高183cm，體重65kg。桃乃園學院的學生會會長，英德學園的競爭對手。IT企業「HASE LIVE」的少爺，與江戶川音有婚約。 |
| 平海斗   | 濱田龍臣 幼年期：南出凌嘉             | 鍾見麟               | 4月23日出生，身高184cm。英德學園男子高中生。政治家的後代，英德學園史上IQ最高的學生，C5的軍師，長髮和眼鏡是他的特徵。 |
| 西留惠   | 飯豐萬理江                            | 何寶珊               | 超人氣模特兒，大財團的千金。 |
| 真矢愛莉 | 今田美櫻 幼年期：松田花               | 成瑤孆、黃昕瑜(代配) | 3月14日出生，身高152cm。英德學園女子高中生，喜歡神樂木晴。地產大王的女兒，C5中唯一女生，最喜愛狩獵窮學生。 |
| 成宮一茶 | 鈴木仁 幼年期：長崎大晟               | 鄧港文               | 9月9日出生，身高182cm。英德學園男子高中生。出生於花道世家，喜歡女色。 |
| 榮美杉丸 | 中田圭祐 幼年期：長野凌大             | 陳灝瑋               | 11月17日出生，身高185cm。英德學園男子高中生。體育用品製造商「EIBI」的獨生子，喜愛鍛鍊肌肉。 |

#### 江戶川家
| 角色         | 演員     | 粵語配音 | 介紹                                               |
| 江戶川誠     | 反町隆史 | 潘文柏   | 音的父親，前化妝品公司社長，因公司業績倒退而破產。 |
| 江戸川由紀恵 | 菊池桃子 | 梁少霞   | 音的母親。                                         |

#### 神樂木家
| 角色     | 演員       | 粵語配音 | 介紹                                                  |
| 神樂木巖 | 瀧藤賢一   | 陳欣     | 神樂木集團社長，連續十年入選「世界最具影響力100人」。 |
| 晴的母親 | 霧島麗香   | 陸惠玲   |                                                       |
| 小林孝蔵 | 志賀廣太郎 | 黃子敬   | 神樂木家的管家。                                      |

#### 馳家
| 角色     | 演員     | 粵語配音 | 介紹                          |
| 馳一馬   | 天哲     | 張錦江   | 天馬父親，「HASE LIVE」社長。 |
| 馳美代子 | 堀内敬子 | 林元春   | 故人。                        |
| 馳利惠   | 高岡早紀 | 曾秀清   | 天馬的繼母。                  |

#### 其他角色
| 角色         | 演員                 | 粵語配音 | 介紹                                         |
| 近衛仁       | 嘉島陸               | 胡家豪   | 桃乃園學園學生會副會長。                     |
| 紺野亞里沙   | 木南晴夏             | 張頌欣   | 音在便利店打工的前輩。                       |
| 神田麻美     | 牧内莉亞             |          | 音的好友。                                   |
| 服部京子     | 喜多乃愛             | 魏惠娥   | 音的好友。                                   |
| 小松原拓     | 宮近海斗 （小傑尼斯) |          | 因父親公司經營狀況不好而成為C5庶民狩獵目標。 |
| 前野         | 戸塚純貴             | 張方正   | 音在便利店打工的同事。                       |
| Miitan       | 濱野謙太             | 李安邦   | 亞里沙的男友。                               |
| 森口健太     | 吉村界人             |          |                                              |
| 西留惠的父親 | 藤本隆宏             | 陳卓智   |                                              |
| 青山透       | 櫻田通               | 曹啟謙   |                                              |
| 花道明男     | 喜矢武豐             |          |                                              |

#### 前花樣男子出演者
| 角色       | 演員               | 粵語配音 | 介紹                           |
| 道明寺司   | 松本潤 （友情出演) | 梁偉德   | 《花樣男子》男主角，F4領導人。 |
| 花澤類     | 小栗旬             | 黃啟昌   | F4成員。                       |
| 西門總二郎 | 松田翔太           | 李致林   | F4成員。                       |
| 玉嫂       | 佐佐木澄江         | 林丹鳳   | 道明寺家的女僕主管。           |
| 西田       | 大衛伊東           | 張炳強   | 道明寺財團的秘書。             |

### 幕後花絮
- 此劇拍攝期間的5月23日為男主角平野紫耀（King & Prince成員）出道日，杉咲花事前策劃提議劇組為平野送上出道驚喜祝賀。當天沒有拍戲行程的杉咲穿著劇中制服突然出現拍攝現場，並準備共演者的祝福卡片，平野感動落淚。[15]

### 迴響爭議
- 松本潤於首集客串再次飾演「道明寺」成為網路話題。有日媒指當晚10時半左右，日本地區的推特出現故障，時間正是松本潤於新劇中登場，不少網民稱全因他登上熱搜榜才導致網路大塞車，但推特方面回應指故障與《花過天晴》播出無關。[16]
- 此劇至最終回播出後半小時，關鍵字「花晴」的推特數為11萬2166條，為世界第五名。每集播出後的入口網站新聞評論區留言亦多次破千篇[17]。
- 因第七集之後，女二西留惠的出鏡大幅增加以致女主角江戶川音戲份銳減、劇情主線比重失衡及情節不斷重複、男主角專情的優點頓失等，引發大批觀眾至官方Instagram及編劇推特表達強烈不滿，觀眾並表示多所改編之處致使男女主角性格變得令人厭煩，與前三集調性落差過大，亦為初次主演的杉咲花及其他演員抱屈。編劇吉田在推特上一一回覆留言並公開向觀眾致歉[18]。最終回最後不斷重複的某句台詞及結局拍法，亦引發觀眾質疑此舉是否為了拍攝續集或電影版而刻意留下的伏筆[17]。

### 幕後人員
- 原作：神尾葉子《花過天晴～花樣男子 Next Season～》（集英社少年Jump+）
- 劇本：吉田惠里香
- 音樂：大間々昂
- 主題歌：King & Prince「シンデレラガール」（Johnnys’Universe / ユニバーサルJ）[19]
- 主題曲：宇多田光《初戀》（EPIC Records Japan）
- 製作人：瀬戸口克陽
- 協力製作：齊藤彩奈
- 導演：石井康晴、坪井敏雄、岡本伸吾
- 製作著作：TBS

### 播出日程
| 集數                                                    | 播出日期 | 標題                                                        | 導演     | 收視率 | 備註 |
| ------------------------------------------------------- | -------- | ----------------------------------------------------------- | -------- | ------ | ---- |
| 1                                                       | 4月17日  | もう一つの花男開幕宣戦布告！！お金より絶対大切なモノ        | 石井康晴 | 7.4%   |      |
| 2                                                       | 4月24日  | 予測不能の三角関係!! 初デートが道明寺邸!?                   | 石井康晴 | 7.9%   |      |
| 3                                                       | 5月1日   | 庶民バレ絶体絶命! 救世主は…ヘタレ男!? 婚約者!?              | 石井康晴 | 9.6%   |      |
| 4                                                       | 5月8日   | 恋の逆襲は大波乱!!新ライバル登場!?四角関係スタート          | 坪井敏雄 | 9.0%   |      |
| 5                                                       | 5月15日  | 初めての愛の告白!最強の恋敵出現でどうなる!?四角関係は急展開 | 岡本伸吾 | 8.7%   |      |
| 6                                                       | 5月22日  | 運命のWデート!!涙の告白､そして初めてのキス!                 | 石井康晴 | 8.3%   |      |
| 7                                                       | 5月29日  | 道明寺邸再び!バイバイ､ヘタレ男子･･･運命が動き出す           | 松木彩   | 7.5%   |      |
| 8                                                       | 6月5日   | 愛と友情の誕生パーティー!婚約を賭けた食事会                 | 岡本伸吾 | 9.6%   |      |
| 9                                                       | 6月12日  | 運命の恋と奇跡の恋、本当に好きな人は⁉︎                       | 石井康晴 | 8.6%   |      |
| 10                                                      | 6月19日  | 愛とプライドを賭けた最終決戦！勝つのは…                     | 坪井敏雄 | 5.2%   |      |
| 最終話                                                  | 6月26日  | 最強ラブコメついに完結！自分らしくいられる好きな人          | 石井康晴 | 9.5%   |      |
| 平均收視率 8.3%（收視率由Video Research於關東地區統計） |          |                                                             |          |        |      |

| 日本 TBS電視台 週二連續劇                  | 日本 TBS電視台 週二連續劇                                    | 日本 TBS電視台 週二連續劇 |
| ------------------------------------------ | ------------------------------------------------------------ | ------------------------- |
|                                            | 花過天晴～花樣男子 Next Season～ （2018.04.17 - 2018.06.26） |                           |
| 你已藏在我心底 （2018.01.16 - 2018.03.20） | 繼母與女兒的藍調 （2018.07.10 - ）                           |                           |

| 香港 無綫電視J2 星期日 23:05 - 00:20 | 香港 無綫電視J2 星期日 23:05 - 00:20            | 香港 無綫電視J2 星期日 23:05 - 00:20 |
| ------------------------------------ | ----------------------------------------------- | ------------------------------------ |
|                                      | 花樣男子NEXT SEASON （2018.05.20 - 2018.07.29） |                                      |
| 孤獨的美食家5特別篇 （2018.05.13）   | 神探伽俐略2：真夏方程式 （2018.08.05）          |                                      |

| 臺灣 緯來日本台 週一至週五 21:00 - 22:00 | 臺灣 緯來日本台 週一至週五 21:00 - 22:00 | 臺灣 緯來日本台 週一至週五 21:00 - 22:00 |
| ---------------------------------------- | ---------------------------------------- | ---------------------------------------- |
|                                          | 流星花園C5 （2018.07.03 - 2018.07.17）   |                                          |
| 流星花園 （2018.06.20 - 2018.07.02）     | 有喜歡的人 （2018.07.18 - 2018.07.31）   |                                          |